# Zelenkî, Mîronivka
Zelenkî (în ucraineană Зеленьки) este o comună în raionul Mîronivka, regiunea Kiev, Ucraina, formată numai din satul de reședință.

## Demografie
Componența lingvistică a comunei Zelenkî
     Ucraineană (97,54%)
     Rusă (2,19%)
     Alte limbi (0,27%)
Conform recensământului din 2001, majoritatea populației comunei Zelenkî era vorbitoare de ucraineană (97,54%), existând în minoritate și vorbitori de rusă (2,19%).